# Delphacodes guaramanensis
Delphacodes guaramanensis är en insektsart som först beskrevs av Scott 1873.  Delphacodes guaramanensis ingår i släktet Delphacodes och familjen sporrstritar. Inga underarter finns listade i Catalogue of Life.